# Timecop
Timecop är en amerikansk långfilm från 1994 i regi av Peter Hyams, med Jean-Claude Van Damme, Mia Sara, Ron Silver och Bruce McGill i rollerna. Filmen fick en uppföljare, Timecop: The Berlin Decision (2003).

## Handling
Filmen handlar om Max Walker, som arbetar som federal agent för USA:s regering i en alternativ verklighet där tidsresor är möjliga. I filmen reser han tillbaka genom olika årtionden och förhindrar vissa saker i det förflutna från att inträffa.

## Rollista
| Jean-Claude Van Damme | – Walker       |
| Mia Sara              | – Melissa      |
| Ron Silver            | – McComb       |
| Bruce McGill          | – Matuzak      |
| Gloria Reuben         | – Fielding     |
| Scott Bellis          | – Ricky        |
| Jason Schombing       | – Atwood       |
| Scott Lawrence        | – Spota        |
| Kenneth Welsh         | – Utley        |
| Brent Woolsey         | – Shotgun      |
| Brad Loree            | – Reyes        |
| Shane Kelly           | – Rollerblades |
| Richard Faraci        | – Cole         |
| Steven Lambert        | – Lansing      |
| Kevin McNulty         | – Parker       |